# Курбанов, Халим
Халим Курбанов — советский хозяйственный, государственный и политический деятель.

## Биография
Родился в 1897 году в кишлаке Зардак. Член КПСС с 1925 года.
С 1917 года — на хозяйственной, общественной и политической работе. В 1917—1957 гг. — крестьянин, участник боевого отряда, член Вабкентского ревкома Узбекской ССР, советский и партийный работник в Таджикской ССР, заместитель заведующего отделом ЦК КП Таджикистана, 2-й секретарь Кулябского областного комитета КП(б) Таджикистана, председатель Исполнительного комитета Кулябского областного Совета, министр сельского хозяйства, министр лесного хозяйства Таджикской ССР, секретарь Президиума Верховного Совета Таджикской ССР.
Избирался депутатом Верховного Совета Таджикской ССР 2-4-го созывов.
Умер в Душанбе в 1973 году.